# Toomaj Salehi
Pour les articles homonymes, voir Salehi.
Toomaj ou Tomaj, de son vrai nom Toomaj Salehi (persan : توماج صالحی) est un rappeur iranien engagé et très populaire. Dans ses textes, il évoque les problèmes de la société iranienne et les mobilisations contre la République islamique.
Dans le cadre du  mouvement de protestation qui a suivi la mort de Mahsa Jina Amini à l'issue de son arrestation par la police des mœurs en septembre 2022, Toomaj devient l'une des voix de la contestation contre la répression mise en œuvre par le régime. Il encourage la population, dans des vidéos postées sur ses comptes Instagram et Twitter, à descendre dans la rue pour protéger les manifestants attaqués par les forces de sécurité.  
Il est arrêté et emprisonné  à plusieurs reprises, avant et pendant le mouvement de protestation qui a suivi la mort de Mahsa Jina Amini, et est torturé au cours de son emprisonnement. Son action militante lui vaut en avril 2024 une condamnation à la peine capitale, qui est annulée en juin de la même année. En décembre 2024, il est libéré après avoir purgé sa peine de prison. 

## Biographie
Toomaj est né le 3 décembre 1990 dans la province de Tchaharmahal-et-Bakhtiari. Il est originaire de l'ethnie Bakhtiari, un peuple iranien partiellement nomade dont le territoire couvre la partie méridionale des chaînes du Zagros, entre Ispahan et Ahvaz. Au sujet de son prénom, Toomaj a précisé dans une interview qu'il s'agit de son vrai prénom qui est d'origine turque. C'est le nom d'une montagne célèbre et il signifie aussi « tempête ».
Quand il était enfant, sa famille et lui déménagent à Shahin Shahr, une ville en périphérie d'Ispahan, où il a grandi. Sa mère meurt d'un cancer quand il a douze ans. La situation financière de sa famille s'est progressivement détériorée à la suite de l'emprisonnement de son père, arrêté en raison de ses activités politiques.
Toomaj a fait des études de mécanique et de design industriel dans deux universités. Il a ensuite travaillé plusieurs années avec son père dans l'atelier de conception et de production de pièces industrielles et médicales que son père a ouvert, une fois sorti de prison.
Toomaj débute dans le rap en 2016 alors qu'il est âgé de 26 ans, il a indiqué avoir été influencé par Tupac Shakur.

## Engagement politique
Au-delà de ses textes, l'engagement de Toomaj contre la répression exercée par la République Islamique se manifeste par son activité sur les réseaux sociaux. Il est suivi par 500 000 personnes sur Instagram et 380 000 personnes sur Twitter au moment de son arrestation en 2022. Il a déclaré sur les réseaux sociaux : « l'être humain n'est rien sans la liberté », « nous devons construire un monde beau de notre vivant, vivre une belle vie, toutes et tous ensemble. »

### Arrestation le 12 septembre 2021
Les forces de sécurité iraniennes arrêtent Toomaj Salehi le 12 septembre 2021 dans sa maison à Ispahan. Il est alors accusé de « propagande contre le régime » et « d'insulte à l'autorité suprême de direction »,. Neuf jours plus tard, le 21 septembre 2021, il est libéré sous caution, en attendant son procès. Pendant son arrestation, le rappeur Hichkas lui apporte son soutien publiquement via Twitter. Le 23 janvier 2022, le tribunal révolutionnaire islamique (en) de Shahin Shahr condamne Toomaj à six mois de prison et à une amende[réf. non conforme],.

### Implication dans le mouvement de protestation de 2022 et nouvelle arrestation le30 octobre 2022
En septembre 2022, à la suite de la mort de Mahsa Jina Amini qui déclenche un mouvement de protestation important en Iran, avec pour slogan « femme vie liberté », Toomaj devient l'une des voix du mouvement.
Sur les réseaux sociaux, il aide les manifestants en informant sur les lieux où se tiennent des rassemblements et en appelant la population à venir protéger les manifestants lorsqu'ils se font attaquer par les forces de sécurité.
Après deux mois de vie clandestine, il est de nouveau arrêté le 30 octobre 2022,, deux jours après la diffusion d'une interview avec la chaîne canadienne CBC dans laquelle il continue à critiquer la République islamique. L’agence de presse Fars, affiliée aux gardiens de la révolution islamique, le décrit comme l'un des « chefs des émeutes qui ont encouragé la violence ». Les médias d'État déclarent alors que Toomaj Salehi a été arrêté lors d'un passage de frontière, une affirmation qui est démentie par l'administrateur des réseaux sociaux de Toomaj, lequel annonce qu'il a été arrêté avec deux de ses amis à Gardbisheh dans la province de Chaharmahal et Bakhtiari. L'un d'eux serait, selon les amis de Toomaj, le boxeur Mohammad Reza Nik Behbarat. Après son arrestation, pendant plusieurs semaines, sa famille n'a aucune nouvelle de sa part et les autorités iraniennes ne précisent pas son lieu de détention.
Malgré son arrestation, les comptes Twitter et Instagram de Toomaj restent actifs conformément à sa volonté et continuent à diffuser des informations sur les manifestations et leur répression. Le bureau du procureur d'Ispahan affirme que Toomaj a joué un rôle clé dans les manifestations de la province d'Ispahan et de la ville de Shahinshahr. Il est détenu à Ispahan.
Au cours de sa détention, la famille de Toomaj et de nombreux militants sur les réseaux sociaux craignent pour la vie de Toomaj et pensent qu'il est sous la torture la plus sévère, ce qui est confirmé par le Centre pour les Droits Humains en Iran, basé à New York. Le footballeur Ali Karimi, également solidaires des manifestants, a averti que la vie du rappeur était en danger. Sur Instagram, il a publié une photo de Toomaj et a écrit : « Sa vie est en danger pour le crime d'avoir dit la vérité ». Le 2 novembre, il apparaît dans une vidéo diffusée par les médias proches du régime, où il livre des aveux, visiblement obtenus par la contrainte. Le 26 novembre 2022, la famille de Toomaj a déclaré que la vie de Toomaj était en danger après avoir été jugé à huis clos. L'administrateur de son compte instagram officiel a informé[Quand ?] que Toomaj est privé de ses droits élémentaires comme voir ou appeler sa famille ou être assisté d'un avocat[réf. nécessaire].
Le 27 novembre 2022, il est inculpé pour « corruption sur Terre », ce qui est passible de la peine capitale. Le 2 décembre, le compte Instagram Tomaj Salehi a informé que Toomaj a le visage gravement endommagé, des doigts et ses deux jambes brisées après avoir subi une sévère torture. Il a commencé une grève de la faim. En mars, Marjane Satrapi appelle la communauté internationale à le défendre. Une association alerte sur son état de santé en avril.
En juin 2023, des représentants du Conseil européen demandent à avoir accès à son dossier.

### Condamnation en juillet 2023
Jugé en juillet 2023, il est condamné à six ans et trois mois de prison pour « corruption sur Terre », aux termes de l'article 286 du Code pénal islamique, qui inclut toute atteinte à l'ordre public ou à la sécurité nationale dans la définition de la « corruption ». Il lui est en plus interdit d'exercer une activité musicale pendant deux ans et de quitter l'Iran, et il est obligé durant cette période de suivre des cours de « gestion du comportement ». En revanche, les charges d'« insulte au fondateur et dirigeant de la République islamique » et de « lien avec des États hostiles » n'ont pas été retenues,. Le procès a eu lieu à huis clos. Le jour même, plus de 150 personnalités du monde entier ont signé une lettre exigeant la libération du rappeur. La lettre, signée par plusieurs députés de pays européens, appelle les institutions internationales à peser de toute leur influence pour obtenir la libération de l'artiste,.
L'organisation de défense de la liberté d'expression PEN America condamne la brutalité de ce verdict et demande la libération de Toomaj,. Après plus d'un an de prison dont près des deux-tiers passés à l'isolement, il est libéré sous caution le 18 novembre 2023,.
Après douze jours de liberté, il est de nouveau arrêté le 30 novembre, après qu'il a publié une vidéo dénonçant les tortures subies au cours de son emprisonnement,,.

### Condamnation à mort en avril 2024 puis annulation
Accusé, d'après son avocat Amir Raesian, « d'incitation à la sédition, rassemblement, conspiration, propagande contre le système et appel aux émeutes », il est jugé par le tribunal révolutionnaire d'Ispahan. Le 24 avril 2024, Toomaj Salehi est condamné à la peine de mort pour « corruption sur Terre »,, l'un des chefs d'accusation les plus graves en Iran. Le verdict fait l'objet d'un appel, et la peine est annulée en juin 2024 par la Cour suprême iranienne, renvoyant l'affaire à un nouveau procès.

### Libération en décembre 2024
Le 2 décembre 2024, Toomaj Salehi est libéré après avoir purgé sa peine de prison, il avait été arrêté en octobre 2022, après avoir soutenu les manifestations déclenchées par la mort en détention de Mahsa Amini.

## Œuvres
Outre des titres comme Nadidi (T'as rien vu, 2020), Normal (2021), Bazmande (2021), Faal (Engagé, 2022), Meydoone Jang (Champ de bataille, 2022), Gapoon (2022) ou Bebakhshid (Excusez-moi, 2022), parmi ses œuvres les plus populaires, on peut citer Soorakh Moosh (Trou de souris, 2021). Dans cette chanson, Toomaj critique ceux qui, par peur ou par intérêt, restent silencieux devant l'oppression (« Si t'as vu la cruauté s'exercer sur l'opprimé, et que t'as passé ton chemin, […] t'es coupable »). Il se réfère aux protestations qui ont eu lieu à plusieurs reprises sous la République Islamique et qui ont été réprimées (« Si tu t'occupes de tes affaires, pendant qu'ils prennent la vie des jeunes […], t'es un traître »). Il proclame dans cette chanson qu'il n'est pas possible de rester neutre dans un combat comme celui contre la République islamique (« Sache qu'il n'y a pas de vote blanc. Il n'y a pas de neutralité dans ce combat. ») et que le silence équivaut à la complicité.
Le titre « Torkamanchay »,  s'inscrit également dans la tradition de rap conscient. Torkmanchay est le nom d'un traité signé entre la Perse et l'empire russe en 1828, aux termes duquel la Perse a dû céder des territoires. Il est resté dans la mémoire collective iranienne comme une humiliation. Dans cette chanson, Toomaj compare le traité signé le 27 mars 2021 avec la Chine comme un nouveau Torkmanchay. Cela a poussé 120 000 personnes à signer une pétition pour protester contre la vente de l'Iran à la Chine.
Meydoone Jang (Champ de bataille, 2022) sort un mois après le début des manifestations à la suite de la mort de Mahsa Jina Amini. Le clip de ce titre, qui circule en dehors de tout circuit officiel iranien, utilise des images des manifestations.
Enfin, Anar (Grenade) évoque la lutte des travailleurs contre les bas salaires et les mauvaises conditions de travail.
Marjane Satrapi a décrit le rappeur et son engagement ainsi : « c'est un poète dont les mots n'appellent pas à la violence mais appellent au réveil ».